# Эмерсдорф
Эмерсдо́рф (фр. Heimersdorf) — коммуна на северо-востоке Франции в регионе Гранд-Эст (бывший Эльзас — Шампань — Арденны — Лотарингия), департамент Верхний Рейн, округ Альткирш, кантон Альткирш. До марта 2015 года коммуна административно входила в состав упразднённого кантона Ирсенг (округ Альткирш).
Площадь коммуны — 7,59 км², население — 645 человек (2006) с тенденцией к стабилизации: 650 человек (2012), плотность населения — 85,6 чел/км².

## Население
Численность населения коммуны в 2011 году составляла 654 человека, а в 2012 году — 650 человек.
| 1962 | 1968 | 1975 | 1982 | 1990 | 1999 | 2006 | 2011 | 2012 |
| ---- | ---- | ---- | ---- | ---- | ---- | ---- | ---- | ---- |
| 431  | 463  | 463  | 477  | 573  | 627  | 645  | 654  | 650  |

Динамика населения:

## Экономика
В 2010 году из 428 человек трудоспособного возраста (от 15 до 64 лет) 309 были экономически активными, 119 — неактивными (показатель активности 72,2 %, в 1999 году — 63,8 %). Из 309 активных трудоспособных жителей работал 281 человек (159 мужчин и 122 женщины), 28 числились безработными (17 мужчин и 11 женщин). Среди 119 трудоспособных неактивных граждан 20 были учениками либо студентами, 33 — пенсионерами, а ещё 66 — были неактивны в силу других причин.
На протяжении 2011 года в коммуне числилось 232 облагаемых налогом домохозяйства, в которых проживало 613,5 человек. При этом медиана доходов составила 23618 евро на одного налогоплательщика.

## Достопримечательности (фотогалерея)

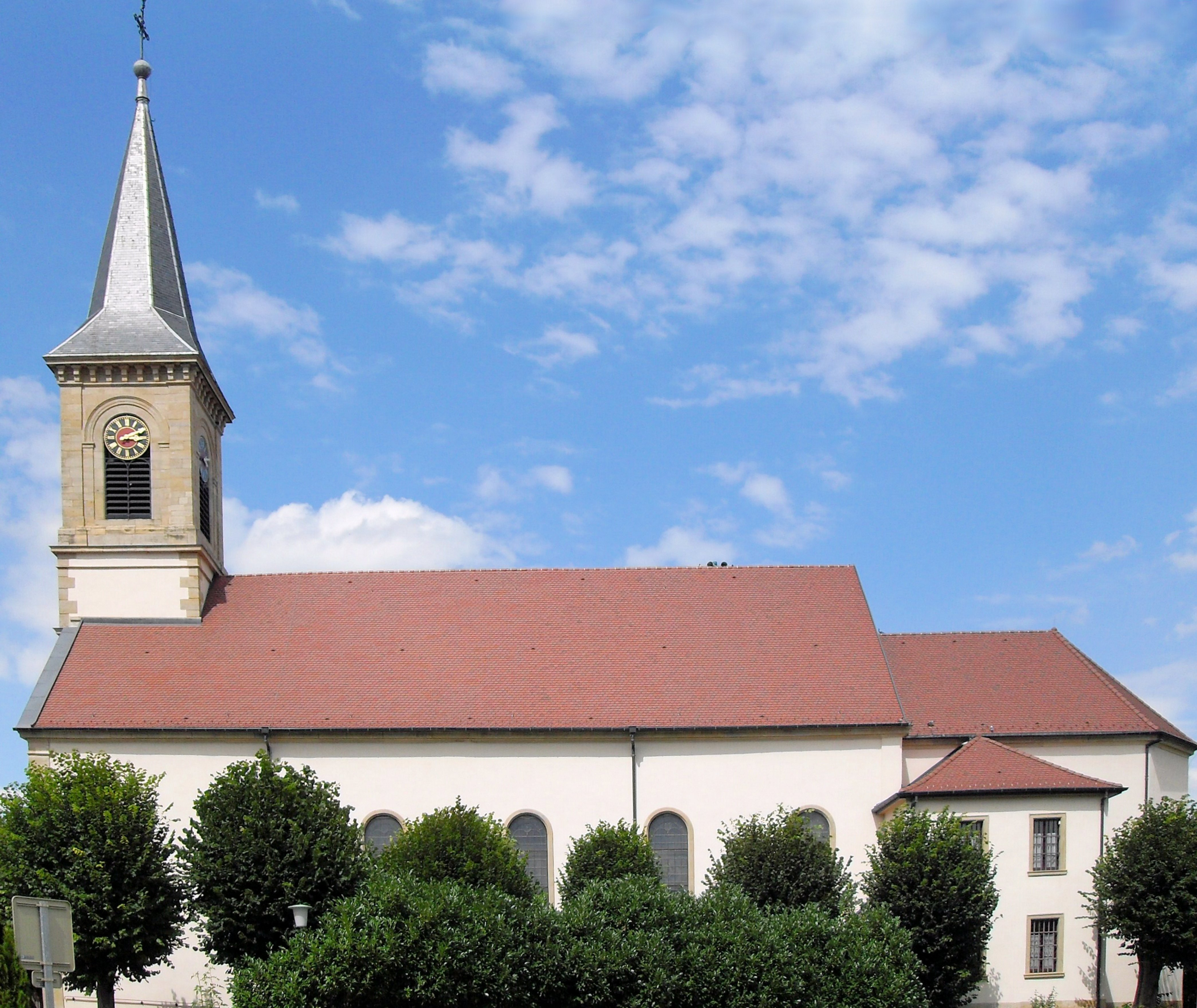
Церковь Святых Петра и Павла
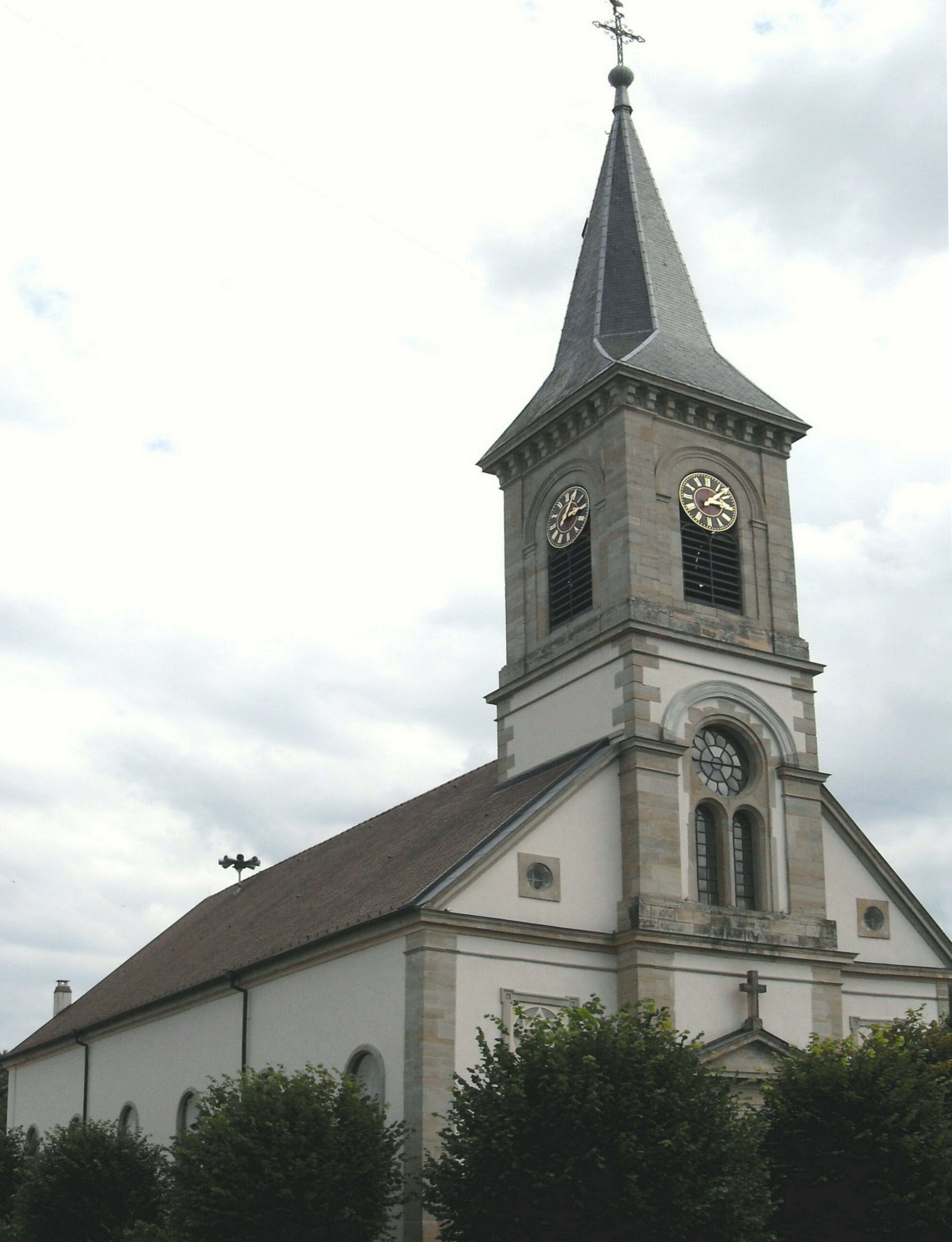
Колокольня